# Сьюдад-Хуарес
Сьюда́д-Хуа́рес (ісп. Ciudad Juárez, колишня назва — Ель-Па́со-дель-Но́рте) — місто на півночі Мексики, на кордоні зі США. Розташоване на узбережжі Ріо-Гранде. Населення — 1,321 млн чоловік (2010).

## Історія
Ель-Пасо-дель-Норте було засновано 8 грудня 1659 року Фраєм Гарсією де Сан Франсіско. 1826 року населений пункт отримав статус міста.
25 липня 1888 року місто було перейменоване на честь президента Мексики Беніто Хуареса.

## Інфраструктура
Сьюдад-Хуарес економічно пов'язаний з Ель-Пасо (штат Техас), що знаходиться на протилежному березі Ріо-Гранде. У місті розміщені підприємства електротехнічної (заводи Siemens, Foxconn, Electrolux та інші), аерокосмічної (Boeing), медичної та автомобільної промисловості.
Поряд зі Сьюдад-Хуаресом розташований міжнародний аеропорт Абрахама Гонсалеса.

## Кримінал
В Сьюдад-Хуаресі надзвичайно високий рівень криміналітету, що значною мірою обумовлено діяльністю наркокартелів. За даними мексиканських неурядових організацій, на 100 тисяч чоловік тут припадає 191 вбивство. 2009 року місто неофіційно визнане «криміногенною столицею світу». Мексиканське місто за цим показником на 3 роки обійшло іншу «кримінальну столицю» — Сан-Педро-Сула із Гондурасу. Після введення військ до Сьюдад-Хуареса для боротьби із наркокартелем, рівень злочинності різко впав і Сан-Педро-Сула знову зайняв перше місце у світі.
З 1993 року в Сьюдад-Хуаресі зафіксовано, за різними оцінками, від 400 до 5000 масових вбивств жінок переважно сексуального характеру. Більшість з них є нерозкритими до сьогодні.

## Сьюдад-Хуарес у культурі
Через свою скандальну славу Сьюдад-Хуарес часто згадується в музичних творах та літературі. Про феномен масових вбивств знято кілька документальних та художніх фільмів (наприклад, «Прикордонне містечко»).
2004 року було опубліковано роман «2666» чилійського письменника Роберто Боланьо. Події твору розгортаються у вигаданому мексиканському місті Санта-Тереза, де відбуваються серійні вбивства жінок. Під час написання роману автор спирався на реальні події, які відбувались в Сьюдад-Хуаресі.

## Клімат
Місто знаходиться у зоні, котра характеризується кліматом тропічних пустель. Найтепліший місяць — липень із середньою температурою 28.1 °C (82.6 °F). Найхолодніший місяць — січень, із середньою температурою 7.2 °С (45 °F).
| Клімат Сьюдад-Хуареса   | Клімат Сьюдад-Хуареса | Клімат Сьюдад-Хуареса | Клімат Сьюдад-Хуареса | Клімат Сьюдад-Хуареса | Клімат Сьюдад-Хуареса | Клімат Сьюдад-Хуареса | Клімат Сьюдад-Хуареса | Клімат Сьюдад-Хуареса | Клімат Сьюдад-Хуареса | Клімат Сьюдад-Хуареса | Клімат Сьюдад-Хуареса | Клімат Сьюдад-Хуареса | Клімат Сьюдад-Хуареса |
| Показник                | Січ.                  | Лют.                  | Бер.                  | Квіт.                 | Трав.                 | Черв.                 | Лип.                  | Серп.                 | Вер.                  | Жовт.                 | Лист.                 | Груд.                 | Рік                   |
| Абсолютний максимум, °C | 44                    | 44                    | 33                    | 39                    | 42                    | 49                    | 47,3                  | 41,5                  | 41                    | 38                    | 30,1                  | 34                    | 49                    |
| Середній максимум, °C   | 14,7                  | 18                    | 21,6                  | 26,6                  | 31,3                  | 35,7                  | 35,4                  | 34,2                  | 31,1                  | 25,9                  | 19,4                  | 15,8                  | 25,8                  |
| Середня температура, °C | 7,2                   | 9,9                   | 13,4                  | 18                    | 22,7                  | 27,2                  | 28,1                  | 27                    | 23,6                  | 18,1                  | 11,6                  | 8                     | 17,9                  |
| Середній мінімум, °C    | −0,2                  | 1,9                   | 5,1                   | 9,4                   | 14,1                  | 18,7                  | 20,8                  | 19,9                  | 16                    | 10,3                  | 3,7                   | 0,2                   | 10                    |
| Абсолютний мінімум, °C  | −16                   | −12                   | −13                   | −3                    | 1                     | 2                     | 2                     | 1                     | 1,1                   | −3                    | −13,4                 | −12                   | −16                   |
| Норма опадів, мм        | 12                    | 11                    | 8                     | 6                     | 8                     | 18                    | 51                    | 50                    | 47                    | 23                    | 10                    | 11                    | 254                   |
| Днів з дощем            | 3,5                   | 2,6                   | 2,1                   | 1,3                   | 1,8                   | 3                     | 6,7                   | 6,7                   | 5,2                   | 3,8                   | 2,6                   | 2,5                   | 41,8                  |
| ----------------------- | --------------------- | --------------------- | --------------------- | --------------------- | --------------------- | --------------------- | --------------------- | --------------------- | --------------------- | --------------------- | --------------------- | --------------------- | --------------------- |
| Джерело: Weatherbase    |                       |                       |                       |                       |                       |                       |                       |                       |                       |                       |                       |                       |                       |